# Consorci Salines Bassegoda
El Consorci Salines Bassegoda és una entitat pública constituïda el setembre de 2007 per preservar i la revaloritzar el patrimoni paisatgístic, cultural i ambiental, i promoure el desenvolupament sostenible de les activitats econòmiques compatibles amb les funcions que compleix dins dels termes municipals dels municipis integrants.
El consorci integra la Diputació de Girona i els Ajuntaments d'Agullana, Albanyà, Avinyonet de Puigventós, Biure, Boadella i les Escaules, Cabanelles, Cistella, Darnius, La Vajol, Lladó, Llers, Maçanet de Cabrenys, Navata, Pont de Molins, Sant Llorenç de la Muga, Terrades i Vilanant, i disposa d'un Centre BTT amb una xarxa de 600 quilòmetres de senders senyalitzats i 33 rutes. i ha publicat tres mil imatges per promocionar la zona. El setembre 2016 va signar un conveni de col·laboració amb l'associació Empordà Turisme.
L'objectiu del Consorci és la preservació i la revalorització del patrimoni paisatgístic, cultural i natural de l'espai delimitat pels municipis integrants així com la promoció del desenvolupament econòmic sostenible. Coordina les accions delegades per administracions públiques en l'àmbit de Salines Bassegoda. Realitza estudis i prepara projectes que contribueixen a la millora de les condicions de vida de la població rural, en utilitzar els recursos naturals.